# آنسلو استیونس
آنسلو استیونس (انگلیسی: Onslow Stevens؛ ‏ ۲۹ مارس ۱۹۰۲ – ۵ ژانویهٔ ۱۹۷۷) بازیگر اهل ایالات متحده آمریکا بود.
از فیلم‌ها یا برنامه‌های تلویزیونی که وی در آن نقش داشته‌است، می‌توان به دود اسلحه، بونانزا، تگزاس جان اسلاتر، راه گریزی ندارم، ده فرمان، خانه دراکولا، بوکانیر، سه تفنگدار، سیروکو، ستایش از یک مرد بد، راز خانوادگی، آیداهو و کاناپه اشاره کرد.